# Nic. Blædel
 Der er flere personer med dette navn, se Nicolai Gottlieb Blædel.
Nicolai Gottlieb Blædel (17. april 1882 i Tårnby – 1. december 1943 i København) var en dansk journalist, redaktør og modstandsmand, far til Leif Blædel og farfar til Sara Blædel.

## Liv og karriere
Nis Blædel var søn af landmanden, senere handelsfuldmægtig, Johannes Dons Blædel (1849–1936) og hans hustru Augusta Langkilde (1858–1949). Han blev gift den 27. september 1907 i København med cand. phil. Inger Marie Velschou(1887-1979).

Blædel var cand. theol., men blev under studiet ateist og blev derfor aldrig præst. Udgav bogen Født af Jomfru Maria (1910). Nic. Blædel delte navn med sin farfar. For at undgå forveksling kaldte han sig fra 1915 konsekvent for Nic. Blædel.
Blædel var lærer ved Københavns skolevæsen fra 1906 til 1917 og derefter journalist og redaktør ved forskellige blade og aviser, herunder udenrigsredaktør ved Politiken fra 1917 til 1927 og ved Dagens Nyheder fra 1927 til 1934. I 1934 blev Blædel ansat som udenrigspolitisk redaktør ved Berlingske Tidende. Her blev han især kendt for sin afstandtagen fra nazismen. Dagen efter den tyske invasion af Danmark den 9. april 1940 blev Blædel afskediget fra Berlingske Tidende på tysk forlangende.
Under krigen stiftede Blædel i 1942 det illegale blad Dansk Tidende. Han blev arresteret af det tyske politi under massearrestationerne den 29. august 1943, men blev løsladt kort efter på grund af sygdom. Som den første dansker fik Blædel i 1941 en opfordring til at flygte til London fra den engelske regering. Det blev tilbudt at hente ham med en ubåd, men han afslog af frygt for repressalier overfor datteren, som opholdt sig i Paris i det besatte Frankrig.
I 1945 udkom Blædels bog "Forbrydelse og Dumhed" om den politiske optakt til 2. Verdenskrig.
Han er begravet på Holmens Kirkegård.